# Australian Open de 2000
O Australian Open de 2000 foi um torneio de tênis disputado nas quadras duras do Melbourne Park, em Melbourne, na Austrália, entre 17 e 30 de janeiro. Corresponde à 32ª edição da era aberta e à 88ª de todos os tempos.

## Finais

### Profissional
| Categoria | Evento    | Campeã(s)(o/ões)           | Vice-campeã(s)(o/ões)                   | Resultado                 | Chave(s)  | Chave(s)       |
| --------- | --------- | -------------------------- | --------------------------------------- | ------------------------- | --------- | -------------- |
| Simples   | Masculino | Andre Agassi               | Yevgeny Kafelnikov                      | 3–6, 6–3, 6–2, 6–4        | principal | qualificatório |
| Simples   | Feminino  | Lindsay Davenport          | Martina Hingis                          | 6–1, 7–5                  | principal | qualificatório |
| Duplas    | Masculino | Ellis Ferreira Rick Leach  | Wayne Black Andrew Kratzmann            | 6–4, 3–6, 6–3, 3–6, 18–16 | principal | principal      |
| Duplas    | Feminino  | Lisa Raymond Rennae Stubbs | Martina Hingis Mary Pierce              | 6–4, 5–7, 6–4             | principal | principal      |
| Duplas    | Misto     | Rennae Stubbs Jared Palmer | Arantxa Sanchez Vicario Todd Woodbridge | 7–5, 7–63                 | principal | principal      |

### Juvenil
| Categoria | Evento    | Campeã(s)(o/ões)               | Vice-campeã(s)(o/ões)         | Resultado      | Chave(s)  | Chave(s)       |
| --------- | --------- | ------------------------------ | ----------------------------- | -------------- | --------- | -------------- |
| Simples   | Masculino | Andy Roddick                   | Mario Ančić                   | 7–62, 6–3      | principal | qualificatório |
| Simples   | Feminino  | Anikó Kapros                   | María José Martínez Sánchez   | 6–2, 3–6, 6–2  | principal | qualificatório |
| Duplas    | Masculino | Nicolas Mahut Tommy Robredo    | Tres Davis Andy Roddick       | 6–2, 5–7, 11–9 | principal | principal      |
| Duplas    | Feminino  | Anikó Kapros Christina Wheeler | Lauren Barnikow Erin Burdette | 6–3, 6–4       | principal | principal      |